# The Legend of Inikpi
The Legend of Inikpi es una película de épica nigeriana de 2020 dirigida por Frank Rajah Arase. Está protagonizada por Nancy Ameh. La película marca el debut como productora de cine de la veterana actriz Mercy Johnson.

## Sinopsis
Ambientada en los antiguos reinos de Igala y Benín, la trama gira en torno a la historia de dos reinos que están al borde de la guerra.

## Elenco
- Nancy Ameh como Inikpi
- Mercy Johnson como la reina Omelve
- Sam Dede como Attah Ayegba
- Paul Obazele como Oba Esigie

## Lanzamiento
La película se estrenó el 19 de enero de 2020 y tuvo su estreno en cines el 24 de enero de 2020 en Nigeria y Ghana.

## Recepción
Obtuvo críticas positivas y se convirtió en un éxito de taquilla. Se convirtió en la película épica más taquillera en la industria de Nollywood recaudando más de 20 millones de nairas, superando el récord anterior establecido por Ayamma en 2016.